# Yeah (singel Candy Girl)
Yeah – drugi singel pochodzący z pierwszej płyty polskiej wokalistki Candy Girl, zatytułowanej Hałas w mojej głowie. Do utworu nagrany został teledysk w reżyserii Grupy 13. 12 czerwca 2009 z tą piosenką wystąpiła w konkursie premier na XLVI Festiwalu w Opolu, a 7 sierpnia – na Sopot Hit Festiwal w konkursie „Polski Hit Lata 2009”.